# خانه اسدالله شجاعت
خانه اسدالله شجاعت مربوط به دوره قاجار است و در شیراز، خیابان لطفعلی خان زند، کوچه ۱۸۴، پلاک ۹ واقع شده و این اثر در تاریخ ۱۰ خرداد ۱۳۸۲ با شمارهٔ ثبت ۹۰۰۵ به‌عنوان یکی از آثار ملی ایران به ثبت رسیده است.